# بزدوونایا (آدیغیه)
بزدوونایا (به لاتین: Bezvodnaya) یک منطقهٔ مسکونی در روسیه است که در آدیغیه واقع شده‌است.